# 토르비에른 블롬달

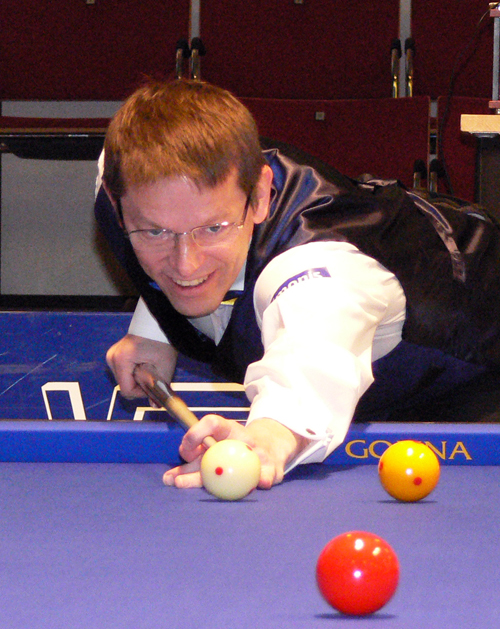

토르비언 블룸달(Torbjörn Blomdahl, 1962년 10월 26일 ~ )은 스웨덴의 당구 선수이다.

## 수상
- 2011년 제5회 수원 세계 3쿠션 당구 월드컵 우승
- 2012년 제6회 수원 세계 3쿠션 당구 월드컵 우승
- 2015년 제68회 세계3쿠션선수권대회 우승

## 생애
스웨덴 예테보리에서 태어났고, 11살 때 헬싱보리로 이주했다. 아버지도 당구 선수로, 당구장을 운영하고 있다. 블롬달은 어릴 때 아버지로부터 당구를 배웠다. 1984년 코펜하겐에서 열린 유럽 챔피언십에 출전하면서 국제 대회에서 두각을 드러냈고, 1989년 3쿠션 세계 1위에 올랐다. 1994년부터 독일에서 거주하고 있다.